# 314 ق م
314 ق م أو 314 قبل الميلاد هي سنة من العقد 31 ق م في التقويم اليولياني البروليبتي (التقويم الميلادي). تسبقها سنة 315 ق م وتليها سنة 313 ق م.

## وفيات
- إيسخينيس
- زينوقراط

## كتب
- Yves Denis Papin (1998). Chronologie de l'histoire ancienne. Lieu de publication non identifié: Éditions Jean-paul Gisserot. ISBN:2-87747-346-5. OCLC:40746926. مؤرشف من الأصل في 2022-03-16.
- أحمد محمد عوف (2000)، موسوعة حضارة العالم، QID:Q12246226

## وصلات خارجية
- صفحة السنة على موقع onthisday.com
- سنة 314 ق م على موقع المكتبة الوطنية الفرنسية